# 아르티 만
아르티 만(Aarti Mann, 1978년 3월 3일 ~ )는 미국의 배우, 영화배우, 텔레비전 배우이다.
코네티컷주에서 태어났다.

## 방송
- 빅뱅이론 5
- 빅뱅이론 4

## 영화
- 러브 소니아 (2018년)
- 샤론 1.2.3. (2017년)
- 대니 콜린스 (2015년) - 니키타 간호사 역